# 段晓新
段晓新（1972年1月—），男性，中共党员，大学学历，中华人民共和国政治人物。

## 生平
段晓新曾任江西省吉安市永新县埠前鎮镇长、文竹镇党委书记，2016年至改任怀忠镇党委书记，在任期间曾在脱贫攻坚战中作出突出贡献，在2021年2月25日全国脱贫攻坚总结表彰大会上获得“全国脱贫攻坚先进个人”荣誉称号。2021年8月，升任中共青原区委常委。